# Stürmung

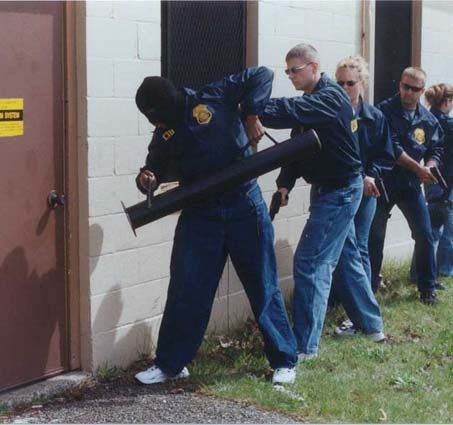
Die US-amerikanische US Army CID beim Aufbrechen einer Tür mit einer Ramme

Eine Stürmung ist das Eindringen von polizeilichen oder militärischen Kräften in ein Objekt (z. B. Gebäude, Fahrzeuge, Anlagen, Stellungen) zum Zwecke der Einnahme derselben oder der Ingewahrsamnahme der dort aufhältigen Personen. Hierbei ist unnötige Gewalt zu vermeiden.
Sie ist idealerweise geplant bzw. geführt und dient der Verfolgung eines Ziels (z. B. die Umsetzung eines militärischen Befehls). In der Regel wird Feuerschutz vorgehalten, zumindest wird das Objekt umstellt (äußere Absperrung). Beim Zugriff auf das Objekt suchen sich die Vollzugsbeamten einen günstigen Zeitpunkt aus und üben möglichst großen Druck auf das polizeiliche Gegenüber (z. B. mit CN-Gas oder lautem Geschrei).
Zum Eindringen kann ein Rammbock verwendet werden, weniger resistente Türen oder Fenster können auch eingetreten werden. Schwere Widerlager werden durch Kräfte der Spezialeinheiten gesprengt.